# Trương Văn Bình
Trương Văn Bình (sinh năm 1960) là thẩm phán người Việt Nam. Ông nguyên là Chánh tòa Tòa hành chính Tòa án nhân dân cấp cao tại Thành phố Hồ Chí Minh. Ông từng là Chánh án Tòa án nhân dân tỉnh Cà Mau, Thẩm phán Tòa án nhân dân tối cao công tác tại Tòa Phúc thẩm Tòa án nhân dân tối cao tại Thành phố Hồ Chí Minh.

## Xuất thân và giáo dục
Trương Văn Bình sinh ngày 15 tháng 1 năm 1960, quê quán tại xã Phú Lộc, huyện Tam Bình, tỉnh Vĩnh Long.
Ông có bằng cử nhân luật.

## Sự nghiệp
Trương Văn Bình nguyên là Thẩm phán Tòa án nhân dân tối cao công tác tại Tòa phúc thẩm Tòa án nhân dân tối cao tại thành phố Hồ Chí Minh.
Ngày 1 tháng 6 năm 2011, Trương Văn Bình được Chánh án Tòa án nhân dân tối cao Việt Nam bổ nhiệm làm Chánh án Tòa án nhân dân tỉnh Cà Mau (Quyết định số 980/QĐ-TCCB) nhiệm kì 5 năm kể từ ngày ký Quyết định.
Ngày 7 tháng 9 năm 2015, Trương Văn Bình được bổ nhiệm giữ chức vụ Chánh tòa Tòa hành chính Tòa án nhân dân cấp cao tại Thành phố Hồ Chí Minh.